# Lijst van rijksmonumenten in Everdingen
De plaats Everdingen telt 9 inschrijvingen in het rijksmonumentenregister. Hieronder een overzicht.
| Object | Oorspronkelijke functie?  | Bouwjaar                                        | Architect   | Locatie            | Coördinaten?                  | Nr.?   | Afbeelding        |
| --- | ------------------------- | ----------------------------------------------- | ----------- | ------------------ | ----------------------------- | ------ | ----------------- |
| Gepleisterde boerderij onder rieten wolfdak                                                                         | Boerderij                 | waarschijnlijk 18e eeuw                         |             | Diefdijk 23        | 51° 56' 59" NB, 5° 9' 54" OL  | 15434  | Meer afbeeldingen |
| Hervormde Kerk | Kerk en kerkonderdeel     | 15e eeuw                                        |             | Kerkstraat 7       | 51° 57' 56" NB, 5° 9' 21" OL  | 15435  | Meer afbeeldingen |
| Boerderij "Essensteyn"                                                                                              | Boerderij                 | waarschijnlijk 17e eeuw (woongedeelte met stal) |             | Lekdijk 5          | 51° 57' 47" NB, 5° 10' 14" OL | 15437  | Meer afbeeldingen |
| Gepleisterde boerderij onder hoog, rieten wolfdak en met in de voorgevel vensters met luiken en zesruitsschuiframen | Boerderij                 | 18e eeuw                                        |             | Lekdijk 13         | 51° 57' 53" NB, 5° 9' 46" OL  | 15438  | Meer afbeeldingen |
| Rustenburg | Boerderij                 | 1782                                            |             | Lekdijk 15         | 51° 57' 55" NB, 5° 9' 38" OL  | 15439  | Meer afbeeldingen |
| Sint Petrus en Paulus                                                                                               | Kerk en kerkonderdeel     | 1879                                            | Alfred Tepe | Lekdijk 25         | 51° 57' 56" NB, 5° 9' 28" OL  | 15440  | Meer afbeeldingen |
| Boerderij met rieten wolfdak en voorgevel met vlechtingen                                                           | Boerderij                 | 17e eeuw                                        |             | Lekdijk 47         | 51° 58' 0" NB, 5° 9' 9" OL    | 15441  | Meer afbeeldingen |
| Pastorie in de stijl van de neogotiek                                                                               | Kerkelijke dienstwoning   | 1876                                            | A. Tepe     | Lekdijk 27         | 51° 57' 56" NB, 5° 9' 28" OL  | 520868 | Meer afbeeldingen |
| Nieuwe Hollandse Waterlinie Cluster 501 Fort Everdingen: Fortwachterswoning.                                        | Bijgebouwen               | 1880                                            |             | Noodweg 2          | 51° 57' 44" NB, 5° 10' 31" OL | 531680 | Meer afbeeldingen |
| Fort Everdingen: Houten loods B2 (noordwestbastion)                                                                 | Bijgebouwen               | 1880                                            |             | Bij Noodweg 2      | 51° 57' 46" NB, 5° 10' 32" OL | 531681 | Meer afbeeldingen |
| Fort Everdingen: Houten loods A3 (zuidwestzijde terreplein)                                                         | Bijgebouwen               | 1880                                            |             | Bij Noodweg 2      | 51° 57' 44" NB, 5° 10' 31" OL | 531682 | Meer afbeeldingen |
| Fort Everdingen: Inundatiesluis / Keersluis                                                                         | Fort, vesting en -onderdl | 1875                                            |             | Lek, bij Noodweg 2 | 51° 57' 58" NB, 5° 10' 43" OL | 531684 | Meer afbeeldingen |